# Blommersia domerguei
Blommersia domerguei är en groddjursart som först beskrevs av Jean Guibé 1974.  Blommersia domerguei ingår i släktet Blommersia och familjen Mantellidae. IUCN kategoriserar arten globalt som livskraftig. Inga underarter finns listade.

## Bildgalleri